# Gustaf Gabrielsson Oxenstierna (1551–1597)
Gustaf Gabrielsson Oxenstierna (* 1551; † 18. Januar 1597) war ein schwedischer Staatsmann.

## Leben

### Herkunft und Familie
Gustaf Gabrielsson war Angehöriger des mächtigen schwedischen Adelsgeschlechts Oxenstierna, das diesen Namen nach dem geführten Stammwappen jedoch erst nach 1500 annahm. Seine Eltern waren der Reichsrat Gabriel Kristiernsson Oxenstierna († 1585) und Beata Eriksdotter Trolle († 1591). Er vermählte sich 1580 mit Barbro Axelsdotter Bielke (1556–1624). Aus der Ehe sind neun Kinder hervorgegangen, darunter:
- Axel Gustafsson Greve Oxenstierna af Södermöre (1583–1654), schwedischer Reichskanzler
- Gabriel Gustafsson Oxenstierna (1587–1640), schwedischer Staatsmann

### Werdegang
Oxenstierna nahm als junger Mann am Krieg gegen Russland, am Krieg gegen Spanien in den Niederlanden und am Türkenkrieg in Ungarn teil. 1580 war er Bezirksrichter (schwedisch häradshövding) in Långhundra, Uppland und wurde 1584 Gouverneur in Reval und über Estland. Seit 1590 war er Reichsrat und zählte zu den Unterstützern Herzog Karls. Ebenfalls 1594 wurde er zum Kammerrat und Bezirksleiter in Östra, Småland ernannt.
Oxenstierna war Freiherr zu Fiholm und Rinkesta, beide Södermanland. Er wurde in der Kirche in Jäder begraben, wo ein Marmor-Epitaph über seinem Grab errichtet wurde.